# Розвилка (заповідне урочище)
Розви́лка — заповідне урочище (лісове) місцевого значення в Україні. Розташоване в межах Сарненського району Рівненської області, на схід від міста Сарни. 
Площа 16 га. Статус надано згідно з рішенням Рівненського облвиконкому від 22.11.1983 року, № 343 (зі змінами рішенням Рівненського облвиконкому від 18.06.1991 року, № 98). Перебуває у віданні ДП «Сарненський лісгосп» (Страшівське лісництво, кв. 77, вид. 2, 3). 
Статус надано з метою збереження частини лісового масиву з дубовими насадженнями 150-річного віку, у домішці — вільха чорна віком бл. 60 років .У трав'яному покриві: мітлиця тонка, осока просяна, підмаренник справжній, конвалія травнева, смілка біла, конюшина альпійська, звіробій стрункий, чистець лісовий, перестріч гайовий, свербіжниця польова, куничник наземний та багато інших видів. Виявлено коручку чемерникоподібну — вид, занесений до Червоної книги України. 
Водиться понад 40 видів птахів, серед яких — зяблик, вільшанка, вівчарик жовтобровий, дятел звичайний, крутиголовка, повзик, синиця велика, сорокопуд терновий, дрізд співочий. Є колонія чапель сірих, в якій щорічно заселяються від 14 до 20 гнізд. 
На території заповідного урочища та прилеглих околиць виявлені 9 видів комах, занесених до Червоної книги України (красуня-діва, вусач мускусний, жук-олень, мнемозина, махаон, ведмедиця велика, стрічкарка блакитна, ендроміс березовий, сколія степова).